# Jozef Chovančík
Jozef Chovančík (25. ledna 1956 – 26. listopadu 2005) byl československý, později slovenský motocyklový závodník. Desetkrát startoval na Šestidenní, přičemž dvakrát (1978, 1982) byl členem vítězného týmu v soutěži o Světovou trofej. V roce 1980 a 1987 vyhrál mistrovství Evropy v enduru.